# Герб Томської області

Герб Томської області

Герб Томської області є символом Томської області. Ухвалений рішенням Державної Думи Томської області від 29 травня 1997 року Законом Томської області "Про герб і прапор Томської області" № 463. 

## Історія створення

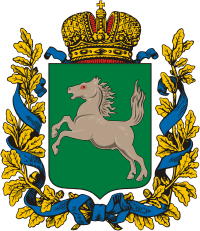
Герб Томської губернії

Герб області створений на основі герба Томської губернії, затвердженого 5 липня 1878 року.
Автор герба області — Олександр Юрійович Акімов. Є два варіанти герба: малий (повсякденний) і великий (святковий).

## Опис
Малий герб - це французький щит з відношенням сторін 9:8 із зеленим полем, у щиті срібний кінь із червленими очима й язиком, що скаче в праву (у геральдиці) сторону. Щит увінчаний великою імператорською короною. 
Допускається зображення малого герба без великої імператорської корони. 
Великий герб - це малий герб, оточений золотими дубовими галузями, перевитими стрічкою, що має кольори прапора Томської області.